# اپینگن
شهر اپینگن در ایالت بادن-وورتمبرگ در کشور آلمان واقع شده است.